# Карел Яновський
Карел Яновський, також відомий як Бем (фр. Jean-Charles Dianowitz, Jean-Charles d'Yanowitz; Besme, Bême, Bème, нім. Johann Karl Janowsky von Janowitz, чеськ. Jan Karel Janovský z Janovic; дата народження невідома, Богемія — 1575 або 1577, Бутвіль, Франція) — богемський найманець у Франції, активний учасник Варфоломіївської ночі 24 серпня 1572, безпосередній виконавець вбивства адмірала Коліньї — одного з лідерів гугенотів.

## Біографія
Про біографію Карела Яновського відомо небагато. Судячи з прізвиська "Бем" (яке може бути переведено з тогочасної французької як «богемець»), походить з Богемії, яка на той час входила до складу Священної Римської імперії германської нації, через що деякі сучасники називають його німцем.
Зобов'язаний своїм соціальним підйомом дому Гізів. Під час Варфоломіївської ночі, у складі групи, очолюваної Генріхом Гізом, прибув до будинку адмірала Коліньї, увійшов до його кімнати, убив адмірала і викинув труп у вікно.
Потім був відправлений Гізом до Іспанії. Повертаючись звідти, 1575 року в Жарнаку потрапив до рук сентонзьких гугенотів. Бему вдалося втекти, проте його наздогнав капітан Бертовіль, губернатор Бутвіля, і заколов його. За іншими даними, був заарештований капітаном, ув'язнений в його фортеці, де капітан заколов його в 1577 році.
Тіло Бома було затребував Філіпом де Вольвіром, маркізом Рюффека і командувачем ангулемських католиків, і поховано в Ангулемі.

## Спогади сучасників
Сучасник подій Агріппа д'Обіньє так описував ці події:
|  | Поки вони випробовують зламані двері, Бем входить у кімнату; він бачить адмірала в нічному вбранні й питає його: «Ти адмірал?» Відповідь була (за звітам д'Атена): “Молодий чоловік, шануй мою старість: нехай принаймні я помру від руки дворянина, а не цього денщика”. Однак на ці слова Бем пронизав його шпагою і, витягши її, розітнув йому обличчя надвоє палашем. Герцог де Гіз запитав, чи зроблено справу, і коли Бем відповів, що так, йому наказали викинути тіло за вікно, що він і зробив. |

Королева Наварри Маргарита де Валуа, також вказувала Бема у своїх «Мемуарах» як безпосереднього вбивцю адмірала Коліньї:
|  | Пан де Гіз направив до дому адмірала німецького дворянина Бема, який, піднявшись у його кімнату, заколов його кінжалом і викинув із вікна до ніг свого пана, герцога де Гіза. |

## У культурі
Згаданий у романі «Королева Марго» Александра Дюма.